# Amtsgericht Schmallenberg

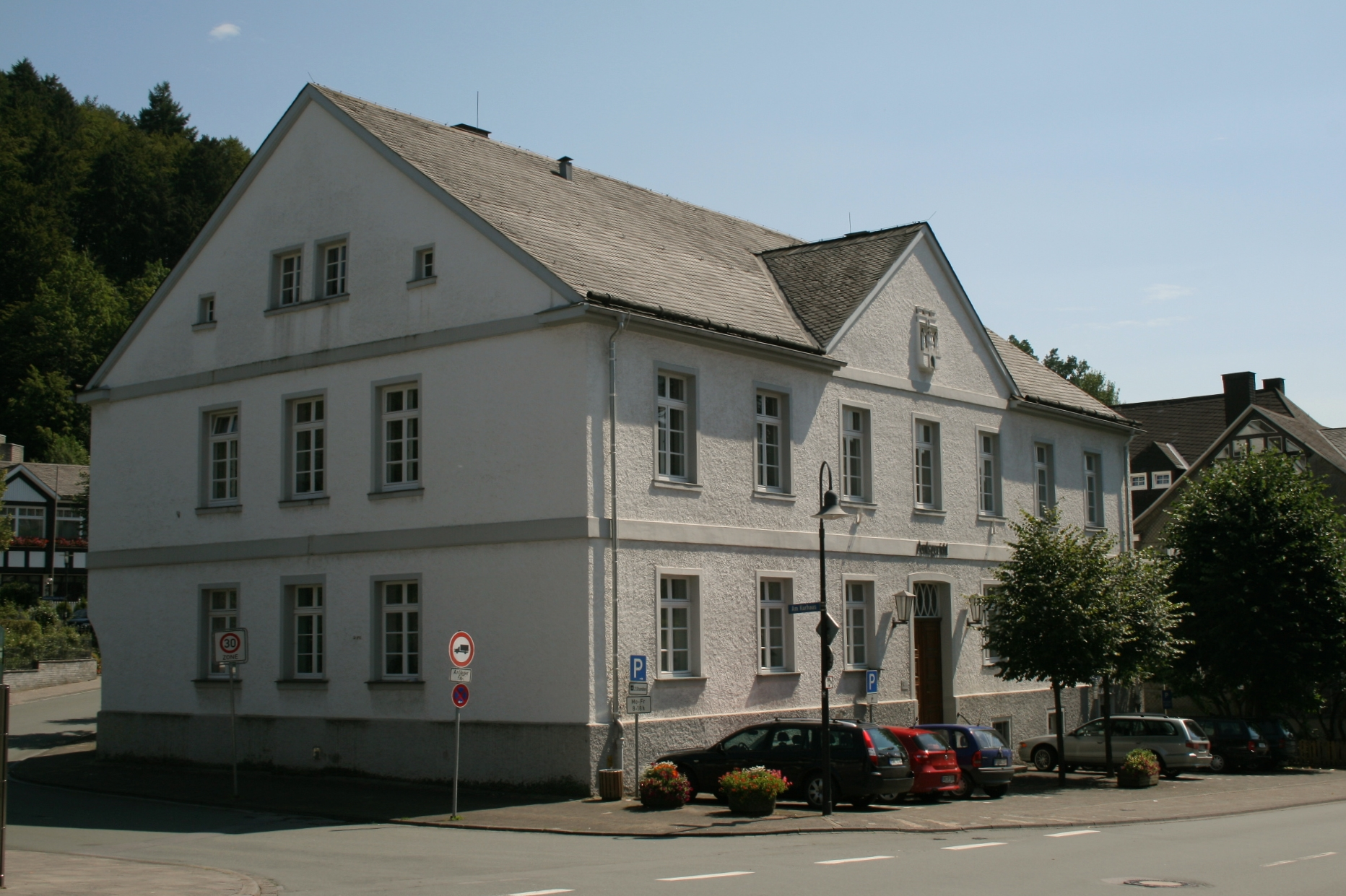
Amtsgericht Schmallenberg (2007)

Das Amtsgericht Schmallenberg ist ein Gericht der ordentlichen Gerichtsbarkeit und eines von zehn Amtsgerichten im Bezirk des Landgerichtes Arnsberg.

## Gerichtssitz und -bezirk
Das Gericht hat seinen Sitz in Schmallenberg im Hochsauerlandkreis. Der 303 km² große Gerichtsbezirk umfasst das Gebiet der Stadt Schmallenberg mit rund 26.000 Einwohnern. Das Amtsgericht (AG) Schmallenberg ist auch Landwirtschaftsgericht. Für die Führung des Handels-, des Genossenschafts- und des Vereinsregisters sowie für Insolvenzverfahren ist das Amtsgericht Arnsberg, für Zwangsversteigerungs- und Zwangsverwaltungsverfahren sowie Familien- und Schöffensachen das Amtsgericht Meschede zuständig.

## Geschichte
Gerichtsbarkeit im Raum Fredeburg ist seit 1301 urkundlich nachgewiesen. In Fredeburg bestand von 1849 bis 1879 die Gerichtsdeputation Fredeburg des Kreisgerichtes Olpe. Im Rahmen der Reichsjustizgesetze wurden 1879 reichsweit einheitlich Oberlandes-, Land- und Amtsgerichte gebildet. Das königlich preußische Amtsgericht Fredeburg wurde mit Wirkung zum 1. Oktober 1879 als eines von 19 Amtsgerichten im Bezirk des Landgerichtes Arnsberg im Bezirk des Oberlandesgericht Hamm gebildet. Der Sitz des Gerichts war die Stadt Fredeburg. Sein Gerichtsbezirk umfasste aus dem Kreis Meschede die Ämter Fredeburg und Schmallenberg sowie der Gemeindebezirk Cobbenrode und die Orte Bockheim, Frielinghausen, Hengsbeck, Husen, Isingheim, Lochtrop, Lüdingheim und Sterthoff aus dem Gemeindebezirk Eslohe. Am Gericht bestanden 1880 zwei Richterstellen. Das Amtsgericht war damit ein mittelgroßes Amtsgericht im Landgerichtsbezirk. Gerichtstage wurden in Bödefeld gehalten. Das Amtsgericht Fredeburg wurde infolge der Kommunalreform zum 1. Januar 1975 in Amtsgericht Schmallenberg umbenannt.

## Gebäude
Das Gericht ist seit 1889 im Stadtteil Bad Fredeburg in dem 1846 als Rat- und Schulhaus fertiggestellten Gebäude Im Ohle 6 untergebracht, das 1945 zerstört und nach Wiedererrichtung 1949 erneut bezogen wurde. Das Gerichtsgebäude war das erste Gebäude der Stadt Schmallenberg, das 1985 unter Denkmalschutz gestellt wurde. Im Dachgeschoss befindet sich das Gerichtsmuseum Bad Fredeburg.

## Übergeordnete Gerichte
Dem Amtsgericht Schmallenberg ist das Landgericht Arnsberg übergeordnet. Zuständiges Oberlandesgericht ist das Oberlandesgericht Hamm.